# Memoria Americana
Memoria Americana. Cuadernos de Etnohistoria es una revista académica digital sobre etnohistoria publicada por el Sección Etnohistoria del Instituto de Ciencias Antropológicas que forma parte de la Facultad de Filosofía y Letras de la Universidad de Buenos Aires (Argentina).

## Misión y objetivos
Esta revista publica artículos científicos originales que sean el producto de estudios realizados por investigadores de Argentina y del extranjero, pero que estén centrados en temáticas etnohistóricas, antropología e historia, así como también sobre la historia colonial de América Latina. La revista Memoria Americana pretende publicar trabajos que muestren avances en los estudios sobre estos temas. El público al que esta orientado es a especialistas, investigadores tanto formados como en formación, de la temática como de otras disciplinas afines. Los trabajos que se publican pueden ser de orden teórico o metodológicos, como estudios de casos de diferentes regiones de Argentina o el continente. Dado que el tema principal es la etnohistoria, el periodo cronológico abarcado por la revista comprende estudios desde fines del siglo XV hasta el siglo XIX. 
La revista fue fundada por la antropóloga Ana María Lorandi. Comenzó a editarse en el año 1991 con periodicidad anual, publicándose hasta el año 2006 14 volúmenes. Desde el año 2007 comenzaron a editarse dos números anuales, manteniendo la periodicidad semestral desde entonces. Cada número suele estar diseñado para presentar la publicación de artículos originales, reseñas de libros que hayan sido publicados y, en el segundo número de cada año, en general un dossier temático que varía en cada caso. Se trata de una revista de de acceso abierto bajo una licencia Creative Commons (CC BY-NC-SA 3.0), es gratuita y los artículos publicados son revisados por pares.

## Resumen e indexación
La revista Memoria Americana. Cuadernos de Etnohistoria se encuentra indizada en las siguientes plataformas de evaluación de revistas: DOAJ (Directory of Open Access Journals), Núcleo Básico de Revistas Científicas Argentinas (CAICYT-CONICET), Red Iberoamericana de Innovación y Conocimiento Científico (REDIB), CiteFactor. Academic Scientific Journals y AULA (AmeliCA), entre otras.